# Aleksander Drašković
Aleksander Drašković (ur. w 1804, zm. 7 maja 1845 w Zagrzebiu) – chorwacki polityk, jeden z twórców Partii Chorwacko-Węgierskej.

## Życiorys
Pochodził z arystokratycznej chorwackiej rodziny. Dzieciństwo i młodość spędził na Węgrzech. Od lat 30. występował przeciwko ideom politycznym ruchowi iliryjskiego, współpracując jednak z jego działaczami na polu kultury i gospodarki. W 1841 wraz z Levinem Rauchem utworzył Partię Chorwacko-Węgierską, opowiadającą się za zjednoczeniem Chorwacji z Węgrami, i został jednym z jej liderów.